# Bobaița, Mehedinți
Bobaița este un sat în comuna Malovăț din județul Mehedinți, Oltenia, România.

## Personalități locale
- Dumitru Berciu (1907 - 1998), istoric și un arheolog, membru de onoare al Academiei Române
- Tudorel Butoi ( 1948-…)

profesor universitar
psiholog criminalist specialitatea - psihologie judiciara - tehnica poligraf;